# Marina di Felloniche
Marina di Felloniche è una località balneare della provincia di Lecce, sita sulla costa ionica del Salento, il cui territorio ricade in parte nel comune di Patù ed in parte in quello di Castrignano del Capo.
Confina perciò con la Marina di San Gregorio a nord e con Santa Maria di Leuca, da cui dista meno di 3 km, a sud.

## Storia
Il suo sviluppo cominciò nel 1960, in seguito all'opera di sistemazione di alcune strade e di altri servizi abitativi. È una località prettamente turistica.

## Monumenti e luoghi d'interesse
- Pajara di Papa Fedele
- Pozzo di Volito